# Aristide Gunnella
Aristide Gunnella, né le 18 mars 1931 à Mazara del Vallo et mort le 6 janvier 2025 à Palerme, est un homme politique italien.
Figure du Parti républicain en Sicile, il est député de Palerme de 1968 à 1992, plusieurs fois sous-secrétaire d'État entre 1974 et 1981, puis est nommé ministre des Affaires régionales dans le gouvernement Goria (1987-1988). Sa fin de carrière publique est marquée par les accusations de proximité avec la mafia.

## Biographie
Laurea en droit, il dirige plusieurs structures publiques siciliennes (Società per il finanziamento dello sviluppo in Sicilia (d), Ente minerario siciliano (d), Ente siciliano per la promozione industriale (d), Società chimica mineraria siciliana).
Membre du Parti républicain italien, il est élu à la Chambre des députés en 1968 pour le collège de Palerme à la faveur du désistement d'Ugo La Malfa également élu au collège de Catane-Messine. Il est réélu jusqu'en 1992.
Il est nommé sous-secrétaire d'État aux Participations de l'État dans le quatrième gouvernement d'Aldo Moro (1974-1976) et dans le cinquième gouvernement de Giulio Andreotti (1979), et aux Affaires étrangères dans le deuxième gouvernement de Francesco Cossiga (1980) et dans le gouvernement d'Arnaldo Forlani (1980-1981).
Dans les années 1970, il est accusé par la gauche d'avoir fait embaucher le mafieux Giuseppe Di Cristina à l'EMS, et essuie les critiques de son parti pour avoir soutenu l'élection de Vito Ciancimino à la mairie de Palerme. La commission anfimafia réitère les accusations de proximité entre Di Cristina et Gunella, ce que dément le parlementaire qui est exclu par son parti, une décision annulée par Ugo La Malfa.
Dans les années 1980, il est l'homme fort du PRI sicilien et vice secrétaire national. Opposé au leader national Ugo La Malfa qui souhaite moraliser son parti, il est élu en 1987 secrétaire régional en plus de président.
À l'issue des élections générales du 2 juillet 1987, il est nommé ministre des Affaires régionales dans le gouvernement Goria (juillet 1987-mars 1988), lequel marque le rétablissement de l'alliance pentacolore (DC-PSI-PRI-PRI-PSDI) après la crise entre DC et PSI ayant provoqué la chute du gouvernement Craxi. Lors du vote de confiance du gouvernement à la Chambre, le 4 août, il est accusé par Mario Capanna, député et ancien secrétaire de la Démocratie prolétarienne, d'entretenir des liens avec la mafia sicilienne. Il est remplacé par Antonio Maccanico, républicain également, dans le gouvernement suivant.
Écarté par son parti en juillet 1991 à cause d'accusations de fréquentations mafieuses, il soutient officieusement le Parti socialiste italien lors des élections générales des 5 et 6 avril 1992 en Sicile.
En juillet 1993, il est condamné à deux ans d'emprisonnement par le tribunal de Catane, pour avoir payé le clan mafieux Pulvienti, en échange d'un soutien électoral pour un candidat de son parti.
Il est également condamné dans le cadre de la construction du barrage d'Ancipa dans les Nébrodes, condamnation annulée treize ans plus tard par la Cour de cassation.